# Gaspar Torrente
Gaspar Torrente Español (Campo, Huesca, 1888 - Barcelona, 1970) fue un político español, líder del nacionalismo aragonés de comienzos del siglo XX.

## Primeros años
Nacido en Campo (Huesca) el 13 de octubre de 1888, quedó huérfano de madre cuándo tenía un año. Pasó la infancia acompañando a su padre, sastre ambulante, hasta que éste falleció en 1897. Marchó entonces a la casa de un hermano, que residía en Barcelona y encargó a una familia catalana su educación. Trabajó primero en un taller de encuadernación y en 1920 montó su propio negocio, «La Industria Aragonesa», una pequeña fábrica de objetos de papel.   
Se afilió al 'Centre Nacionalista Republicà de Gracia', probablemente en 1912. Fue uno de los primeros miembros de la Unión Regionalista Aragonesa de Barcelona y uno de los promotores de su transformación en organización nacionalista, con el nombre de Unión Aragonesista, siendo miembro de su Junta directiva desde febrero de 1919. También fue vicepresidente de la Junta directiva de la Juventud Regionalista Aragonesa de Barcelona en noviembre de 1918, y presidente de la Juventud Aragonesista de Barcelona de 1921 a 1924.   
A finales de 1928 marchó a vivir a Graus, donde en junio de 1930 fundó el periódico El Ideal de Aragón. También fundó la 'Unión Regionalista'.

## Regreso a Barcelona
En octubre de 1931 regresó a Barcelona, siendo elegido secretario de actas del Comité Municipal del Partido Republicano Democrático Federal de Barcelona, en noviembre o diciembre de ese año. El paso por este partido fue breve y durante algún tiempo militó en Esquerra Republicana de Catalunya, pero pronto maduró la idea de crear una organización política nacionalista aragonesa, que fue Estado Aragonés. El 28 de enero de 1934 fue elegido su presidente, abandonando el cargo de secretario de Unión Aragonesista de Barcelona, para el que había sido elegido un año antes.
En septiembre de 1934 ingresó como funcionario interino de la Generalidad de Cataluña, siendo destinado a la consellería de Governació, en la que se mantuvo encerrado durante los sucesos del 6 de octubre de ese año. El 15 de octubre de 1935 comenzó a publicar el quincenal Renacimiento Aragonés. Desde marzo de 1936 se volcó en la organización del Congreso Autonomista de Caspe, celebrado en los días 1 a 3 de mayo de ese año.
Colaboró también en otras publicaciones, como El Ebro (Barcelona), El Guadalope (Caspe), y en al menos otros veintiocho periódicos de Aragón y Cataluña. El 30 de junio de 1936 fue nombrado auxiliar segundo de plantilla de la Generalidad. 
Cuando comenzó la guerra civil, apoyó la constitución del Consejo de Aragón, pero fue desengañándose con su actuación, hasta solicitar su disolución. En marzo o abril de 1938 fue nombrado comisario de la Generalidad de Cataluña en Oliana (Lérida).
En enero de 1939 fue detenido por las tropas franquistas que ocuparon la población, siendo encarcelado hasta el 5 de agosto de 1939. En septiembre comenzó a trabajar en «La Industrial Bolsera». El 20 de diciembre fue nuevamente detenido y encarcelado en el Palacio de las Misiones de Montjuïc, siendo liberado el 6 de diciembre de 1941. Falleció en Barcelona el 21 de marzo de 1970.